# Yanomam-Sprachen

Yanomam-Sprachen.
Yanomamö [guu]
Ninam [shb]
Yanomámi [wca]
Sanumá [xsu]
Yaroamë [yro]

Die Yanomam- oder Yanomamö-Sprachen sind eine indigene Sprachfamilie Südamerikas im Grenzgebiet Brasiliens (Roraima) und Venezuelas (Amazonas). Zu den Yanomam-Sprachen gehören vier nahe verwandte Sprachen (in eckigen Klammern ist jeweils der Sprachcode nach ISO 639-3 angegeben):
- Yanam (auch: Ninam, Yanam-Ninam) [shb] (ca. 560 Yanam oder Ninam (2014)[1] sprechen Yanam/Ninam, hiervon ca. 470 in Brasilien (1976) sowie ca. 100 in Venezuela, manche Gruppen in Venezuela sprechen zudem Pemón der benachbarten Pemón sowie Spanisch)
  - Nördliches Yanam/Ninam (Shiriana, Uraricaa-Paragua, Xiliana, sprich: ‘Shi-ri-a-na’) [shb-nor]
  - Südliches Yanam/Ninam (Shirishana, Mukajai, Xilixana, sprich: ‘Shi-ri-sha-na’) [shb-sou]
- Sanumá (auch: Tsanuma, Sanïma) [xsu]  (ca. 6.410 Sanema sprechen Sanumá, hiervon 4.610 in Venezuela (2000) und 1.800 in Brasilien (2006 D. Borgman), manche Gruppen in Venezuela sprechen zudem Maquiritari [mch] der benachbarten Ye’kuana)
  - Yanoma (Kohoroxitari) [xsu-yan]
  - Cobari (Kobali, Cobariwa) [xsu-cob]
  - Caura [xsu-cau]
  - Ervato-Ventuari [xsu-erv]
  - Auaris [xsu-aua]
  - Yanoma (Samatari, Samatali, Xamatari, “Kohoroxitari”[2])
- Yanomámi (auch: Yanomam, Waiká) [wca] (ca. 9.000 Waika sprechen Yanomámi, weist größte Ähnlichkeit mit Yanomamö der eigentlichen Yanomami auf)
  - Yanamam (Patimitheri, Waika) [wca-yan]
  - Yanomam (Naomam, Guadema, Wadema, Warema) [wca-yao]
  - Yanomay (Toototobi) [wca-yay]
  - Nanomam (Karime) [wca-nan]
  - Jauari (Joari, Yoari, Aica) [wca-jau]
- Yanomamö (auch: eigentliches Yanomamï, Guaharibo) [guu] (ca. 17.640 Yanomami sprechen Yanomamö, weist größte Ähnlichkeit mit Yanomámi der Waika auf)
  - Westliches Yanomami (Padamo-Orinoco) [guu-wes]
  - Östliches Yanomami (Parima) [guu-eas]

Die Gesamtzahl der Sprecher beträgt 34.000, davon ist das Yanomamö  (eigentliches Yanomamï) mit 17.640 Sprechern die bedeutendste innerhalb der Sprachfamilie.
Alternativ wird diese Sprachfamilie auch als ein Dialektkontinuum angesehen, d. h. als eine Einzelsprache.

## Sprachliche Charakteristik
Es handelt sich um polysynthetische Ergativsprachen mit der Grundwortstellung Subjekt-Objekt-Verb (SOV). Sie zeichnen sich außerdem durch das Vorhandensein von Nominalklassen aus. Die Lautsysteme sind relativ einfach, es kommen u. a. zwei Zentralvokale [ɨ] und [ə] vor.